# Asplenium scolopendropsis
Asplenium scolopendropsis är en svartbräkenväxtart som beskrevs av F. Muell. Asplenium scolopendropsis ingår i släktet Asplenium och familjen Aspleniaceae. Inga underarter finns listade.